# مرد دیگر (فیلم ۲۰۰۸)
مرد دیگر (به انگلیسی: The Other Man) فیلمی محصول سال ۲۰۰۸ و به کارگردانی ریچارد ایر است. در این فیلم بازیگرانی همچون لیام نیسون، آنتونیو باندراس، لورا لینی، رامالا گری، پم فریس، پترسون جوزف، کریگ پارکینسون، استفانو کیودارولی و اما فیلدینگ ایفای نقش کرده‌اند.